# Свонтон (містечко, Вермонт)
Свонтон (англ. Swanton) — місто (англ. town) в США, в окрузі Франклін штату Вермонт. Населення — 6701 особа (2020).

## Демографія
Згідно з переписом 2010 року, у місті мешкало 6427 осіб у 2558 домогосподарствах у складі 1777 родин. Було 2953 помешкання
Расовий склад населення:
| - 93,4 % — білих - 2,5 % — корінних американців - 0,5 % — азіатів - 0,3 % — чорних або афроамериканців |

До двох чи більше рас належало 3,0 %. Частка іспаномовних становила 1,0 % від усіх жителів.
За віковим діапазоном населення розподілялося таким чином: 24,0 % — особи молодші 18 років, 62,6 % — особи у віці 18—64 років, 13,4 % — особи у віці 65 років та старші. Медіана віку мешканця становила 40,6 року. На 100 осіб жіночої статі у місті припадало 100,2 чоловіків;  на 100 жінок у віці від 18 років та старших — 96,9 чоловіків також старших 18 років.
Середній дохід на одне домашнє господарство  становив 94 373 долари США (медіана — 64 141), а середній дохід на одну сім'ю — 120 503 долари (медіана — 78 777). Медіана доходів становила 56 106 доларів для чоловіків та 42 378 доларів для жінок. За межею бідності перебувало 12,3 % осіб, у тому числі 21,3 % дітей у віці до 18 років та 13,8 % осіб у віці 65 років та старших.
Цивільне працевлаштоване населення становило 3487 осіб. Основні галузі зайнятості: освіта, охорона здоров'я та соціальна допомога — 19,4 %, виробництво — 18,1 %, роздрібна торгівля — 13,9 %, науковці, спеціалісти, менеджери — 9,9 %.